# إغناطيوس أفرام الثاني رحماني
إغناطيوس أفرام الثاني رحماني (1848-1929) كان بطريرك الكنيسة السريانية الكاثوليكية في الفترة من 9 تشرين الأول/أكتوبر 1898 إلى 7 أيار/مايو 1929.

## السيرة
ولد أفرام رحماني في 21 تشرين الثاني/نوفمبر 1848 (أو 9 نوفمبر 1849 وفقًا لمصادر أخرى) في الموصل. لقد درس في الرهبان دومينيكانية في الموصل ولاحقًا في أثينا البابوية في دعاية الإيمان في روما ثم تعين كاهنًا في نيسان/أبريل 1873.
عُين رحماني قبطانًا لأسقف الموصل بلقب أسقف إديسا وبلاد ما بين النهرين والأسقف كرس في 2 تشرين الأول/أكتوبر 1887 من قبل البطريرك إغناطيوس جورج الخامس شلهوت. في 1 أيار/مايو 1894، تم تعيين رحماني أسقفًا لحلب. وبعد وفاة إغناطيوس بهنام الثاني بيني (13 أيلول/سبتمبر 1897)، انتخب البطريرك في 9 تشرين الأول/أكتوبر 1898 وأكده البابا ليو الثالث عشر في 28 تشرين الثاني/نوفمبر 1898.
كانت بدايات القرن العشرين فترة توسع للكنيسة الكاثوليكية السورية، التي تلقت العديد من المتحولين. في عام 1910 نقل مقعد البطريركية من ماردين إلى بيروت.
مع الحرب العالمية الأولى حدثت كارثة الإبادة الجماعية الآشورية التي دمرت المسيحيين السوريين الذين يعيشون في نفس المناطق التي يعيش فيها الأرمن، كما شهدت الكنيسة السريانية الكاثوليكية انخفاض عدد أعضائها بمقدار النصف بخمس أبرشيات (من أصل عشرة) وتدمير 15 بعثة.
توفي أفرام رحماني في القاهرة في 7 أيار/مايو 1929.

## الأعمال
كان أفرام رحماني عالمًا ذو شهرة عالمية. في عام 1899، اكتشف وأصدر الطبعة الأولى من نص Testamentum Domini. لقد ساهم في تاريخ الليتورجيا من خلال عمله "الصلوات الشرقية والغربية"، بيروت 1929.

### كتاباته التاريخية
| اسم الكتاب                                                        | مطبعته            | سنة الطبع |
| التواريخ القديمة                                                  | الدومنيكان        | 1876      |
| تواريخ القرون الوسطى                                              | الدومنيكان        | 1877      |
| مختصر في تواريخ القرون الوسطى                                     | الآباء الدومنكيين | 1876      |
| مختصر التواريخ المقدسة                                            | الدومنيكان        | 1913      |
| سِيَر القديسين                                                      | الآباء الدومنكيين | 1891      |
| سيرة القديسين غوريا وشمونا                                        |                   | 1899      |
| تواريخ العالم منذ الخليقة إلى القرن الحادي عشر                    |                   | 1904      |
| سير الشهيدين مار بهنام وأخته                                      |                   | 1908      |
| تاريخ الأزمنة                                                     |                   | 1907      |
| دير مار متّي الشيخ ودير مار بهنام الشهيد في جور الموصل             |                   | 1928      |
| تواريخ القرون الحديثة                                             | مخطوط             |           |
| نبذة في مختصر تاريخ الطائفة السريانية الكاثوليكية وعلمائها وطقسها | مخطوط             | 1936      |
| مجموع آثار سريانية                                                |                   |           |
| تاريخ مدني وديني                                                  |                   |           |